# Columelle (corallite)
Pour les articles homonymes, voir Columelle (homonymie).
La columelle est le nom donné chez les scléractiniaires à la colonne minérale du squelette se trouvant au centre d'une corallite et prenant sa source dans le plateau basal de cette dernière.

## Composition
La columelle est composée de l'ensemble des endothèques.

Détail d'un calice faisant apparaitre la construction par strate.